# Паргауйский край
Па́ргауйский край (латыш. Pārgaujas novads) — административно-территориальная единица в центральной части Латвии, в историко-культурной области Видземе. Край состоит из трёх волостей; административный центр края — село Сталбе.
Край был образован 1 июля 2009 года из части расформированного Цесисского района.
Площадь края — 487,5 км². Граничит с Кримулдским, Лимбажским, Коценским, Приекульским, Цесисским, Аматским и Лигатненским краями.

## Население
На 1 января 2010 года население края составляло 4425 человек.
Национальный состав населения края по итогам переписи населения Латвии 2011 года:
| Национальность | Численность, чел. (2011) | %        |
| -------------- | ------------------------ | -------- |
| Латыши         | 3753                     | 94,94 %  |
| Русские        | 116                      | 2,93 %   |
| Белорусы       | 21                       | 0,53 %   |
| Украинцы       | 17                       | 0,43 %   |
| Поляки         | 16                       | 0,40 %   |
| Литовцы        | 19                       | 0,48 %   |
| Другие         | 11                       | 0,28 %   |
| всего          | 3953                     | 100,00 % |

## Территориальное деление
- Райскумская волость (латыш. Raiskuma pagasts)
- Сталбская волость (латыш. Stalbes pagasts)
- Страупская волость (латыш. Straupes pagasts)